# L'Affaire (videogioco)
L'Affaire, chiamato anche L'Affaire... in copertina, è un videogioco di avventura grafica sviluppato dalla Infogrames e pubblicato nel 1986-1987 per MSX2 dalla Philips in Europa e dalla Pack-In-Video in Giappone e successivamente in conversioni per Atari ST e MS-DOS dalla Infogrames in Europa.
L'ambientazione è di genere noir e poliziesco, un filone nel quale la Infogrames all'epoca si era distinta con successi come Vera Cruz e Murder on the Atlantic.

## Trama
Il giocatore è nei panni di Raymond Pardon, che è appena uscito dopo sei anni di prigione per una rapina che non ha commesso. Raymond indaga personalmente per scoprire chi l'ha incastrato, spostandosi tra sette città dell'Europa occidentale e affrontando bugiardi e malviventi. Tre persone avevano testimoniato contro di lui al processo e la sua indagine inizia dalla ricerca di questi, stanziati a Cannes, Amsterdam e Parigi. Per meglio ottenere le informazioni che gli servono, Raymond assumerà diverse false identità.

## Modalità di gioco
La schermata di gioco è divisa in varie aree e mostra un'immagine statica in prima persona del luogo in cui ci si trova, una mappa dell'Europa occidentale con sette città visitabili, e in basso vari strumenti di interfaccia. Il tutto è mostrato sullo sfondo decorativo di una cadente parete di mattoni. È sempre presente un accompagnamento musicale che varia a seconda della città.
Il controllo avviene tramite puntatore. Il giocatore può spostarsi tra le città cliccando sulla mappa, e in ogni città si possono visitare alcuni luoghi cliccando le rispettive icone mostrate in basso. Muovendo il puntatore sull'immagine del luogo attuale compare in basso un dettaglio del punto inquadrato ed è possible cliccare per raccogliere e analizzare oggetti e indizi o per parlare con le persone. Al posto della mappa si può far apparire un inventario grafico degli oggetti posseduti, da cui selezionare l'eventuale oggetto da tenere in mano e usare.
Quando si parla con un personaggio, appare la sua faccia in basso e le sue parole si leggono in una linea di testo scorrevole. Il gioco si può impostare con testo in francese, tedesco, inglese, italiano, olandese o spagnolo; l'edizione giapponese è in giapponese.
Non avvengono veri e propri dialoghi, ma vengono mostrate solo alcune frasi dette dall'interlocutore, mentre non si può scegliere cosa far dire o chiedere al protagonista; sta al giocatore ricostruire il senso della conversazione a partire da frammenti enigmatici.
Durante il gioco si può cambiare a piacimento tra quattro identità da dichiarare (piccolo criminale, capobanda, giornalista, o il vero Raymond Pardon), selezionando tra quattro immagini del volto del protagonista camuffato. Presentandosi con diverse identità si possono avere effetti diversi sugli altri personaggi.
È disponibile il salvataggio della partita.

## Accoglienza
L'Affaire ricevette diversi giudizi positivi dalla stampa europea, soprattutto per quanto riguarda la grafica, la facilità d'uso e la storia intrigante.
In particolare fu apprezzata la versione originale per MSX2; all'epoca in Europa non c'era molto software per quel sistema, e quello che c'era ne sfruttava poco le potenzialità, ma L'Affaire finalmente lo faceva. Secondo la rivista francese Génération 4, a marzo 1988 rappresentava ancora il software "di riferimento" per MSX2.
La rivista francese Tilt nominò la versione MSX miglior avventura poliziesca ai premi Tilt d'Or 1986, a pari merito con Murder on the Atlantic. La recensì due volte come titolo eccellente, criticando solo il sistema di dialogo non controllabile che a volte sembra parlare a caso, con una scelta troppo limitata di frasi. Anche Génération 4 criticò i dialoghi non controllabili, a volte incomprensibili.
La rivista italiana Zzap! apprezzò la versione MSX con un giudizio dell'80%, evidenziando tuttavia la bassa qualità della traduzione in italiano.
Le conversioni, sebbene fedeli nel funzionamento, furono meno apprezzate sul piano estetico. La versione MS-DOS, dotata al massimo di grafica CGA a 4 colori, secondo Tilt ha immagini poco leggibili, e in questo titolo è importante poterle analizzare in dettaglio. Secondo Génération 4 anche il gioco per Atari ST ha grafica meno buona rispetto all'originale, ma valutata comunque con 80%.